# Crusty (subcultuur)

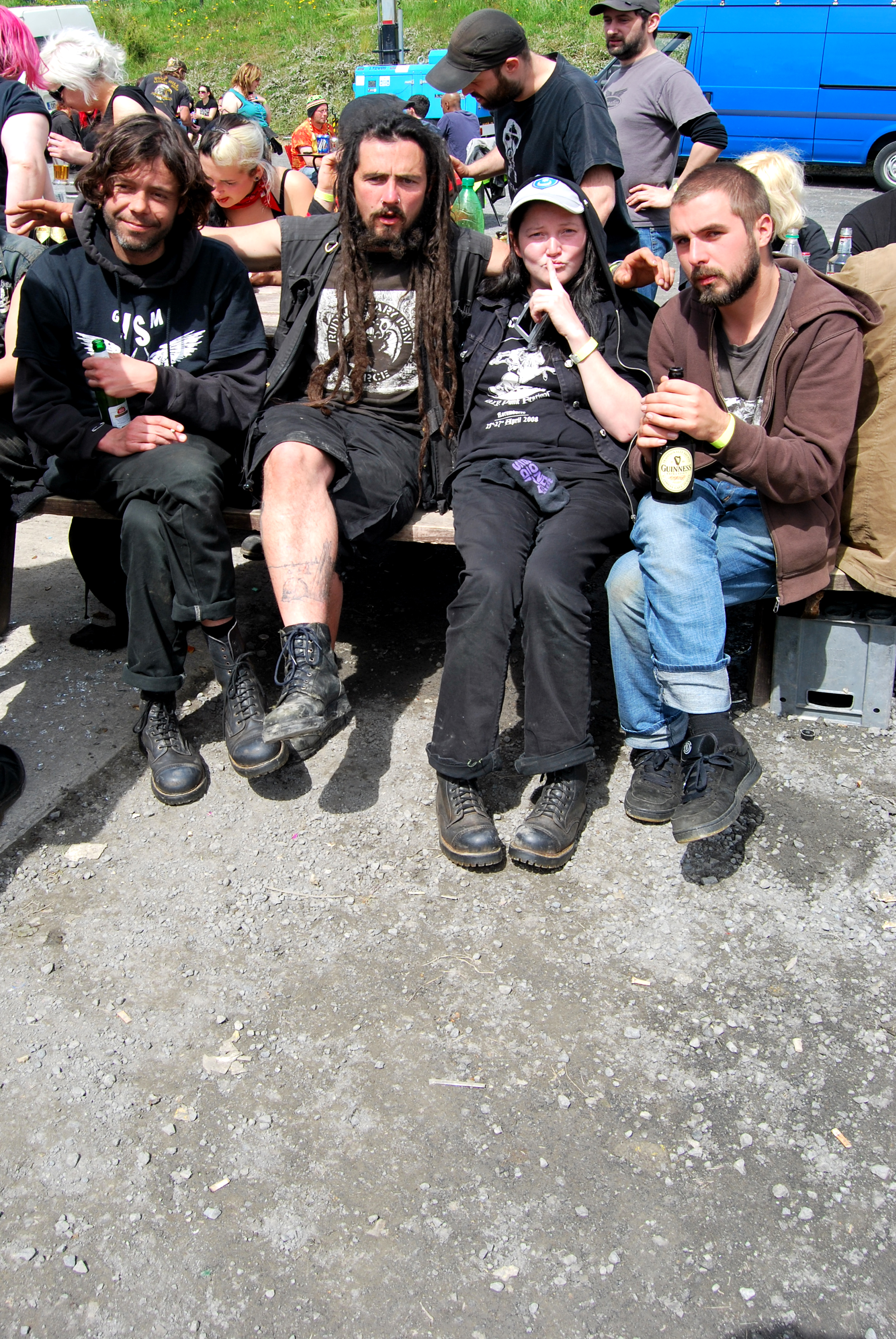
Crusties

Crusties (enkelvoud crusty of crustie) is de naam van een (veelal stedelijke) subcultuur. Deze tegencultuur bereikte zijn wijdste verspreiding in het Verenigd Koninkrijk van de late jaren tachtig en begin jaren negentig. Crusties komen ook buiten het Verenigd Koninkrijk voor.
Crusties worden gedefinieerd als jonge personen die niet op een door maatschappij normale ervaren wijze leven, veelal met onverzorgde of vuile kleren en haar, die geen regelmatige baan of vaste woning hebben. De groep zelf hanteert geen formele definitie.
Crusties staan bekend om hun "onverzorgde" uiterlijk, en worden vaak in verband gebracht met protesten, raves, bedelen, straatoptredens en zwervers. Daarnaast worden ze vaak geassocieerd met anarchistische of extreemlinkse opvattingen en het kraken van woningen en gebouwen.